# Análise modal
Análise modal é o estudo das propriedades dinâmicas sob excitação por vibrações.
Corresponde a análise modal o campo de medições e a análise da resposta da dinâmica estrutural ou de fluidos quanto excitados em todo o espectro de frequência. Como resultado obtemos as frequências naturais da estrutura e seus modos (formas assumidas pela estrututra em cada uma das frequências naturais). A resposta dinâmica de uma estrutura excitada por uma força externa é comumente chamada de resposta forçada. São exemplos a medição das vibrações de um carro quando ligado a um agitador eletromagnético, ou o padrão de ruídos quando excitado por um auto-falante.
Atualmente, sistemas de testes modais são compostos por transdutores, ou vibrômetros a laser, um conversor analógico-digital e um computador são usados para ver os dados e analisá-los.
Antes isso era feito com um sinal de entrada (uma única excitação) e varios pontos de saída eram analisados. No passado um martelo de análise, usando um acelerômetro fixo e um martelo deslizante como excitador, foi capaz de dar multiplos sinais de entrada e um único ponto de resposta. Recentemente, tornou-se possível trabalhar com múltiplas entradas e múltiplas saída onde uma análise com coerência parcial foi capaz de identificar qual parte da resposta vêm de qual fonte de excitação.
A análise de sinais baseia-se principalmente na análise de Fourier. O resultado no caso é uma função transferência que mostra uma ou mais ressonâncias, cujas características massa, frequência e amortecimento podem ser estimados a partir das medições.
Os resultados também podem ser usados para correlacionar com soluções de método de análise de elementos finitos.

## Vibração não forçada e sem amortecimento
Considere um sistema com n graus de liberdade, não excitado e sem amortecimento. A equação que governa o movimento será:
{\displaystyle [m]\{{\ddot {x}}\}+[k]\{x\}=\{0\}}
Onde {\displaystyle [m]} é a matriz das massas, {\displaystyle [k]} é a matriz dos coeficientes de rigidez do sistema e {\displaystyle \{x\}} é o vetor posição dos graus de liberdade em função do tempo.
Com o propósito de simplificar esta equação, utiliza-se da propriedade de diagonalização de matrizes. Para isso, faz-se necessário encontrar as frequências naturais de vibração e os vetores modais. 
Assumindo que {\displaystyle \{{\ddot {x}}(t)\}=-{\omega _{n}}^{2}\{x(t)\}}, é possível substituir na equação de movimento de modo que
{\displaystyle -{\omega _{n}}^{2}[m]\{x\}+[k]\{x\}=\{0\}}
{\displaystyle -{\omega _{n}}^{2}[I]\{x\}+[m]^{-1}[k]\{x\}=\{0\}}
{\displaystyle {\Big (}[m]^{-1}[k]-{\omega _{n}^{2}}[I]{\Big )}\{x\}=\{0\}}
Definindo {\displaystyle [m]^{-1}[k]=[D]}, chamada matriz dinâmica do sistema, e {\displaystyle \lambda ={\omega _{n}}^{2}} a equação acima torna-se um problema de autovalores e autovetores, de modo que {\displaystyle \lambda } são os autovalores da matriz dinâmica do sistema. Tendo em mãos as frequências naturais de vibração, a matriz {\displaystyle [u]} será a matriz do autovetores associados às frequências naturais, a qual diagonaliza {\displaystyle [m]} e {\displaystyle [k]}. 
Definindo {\displaystyle [\Omega ]} como a matriz diagonal contendo como elementos {\displaystyle {\omega _{n}}_{i}^{2}} determinados a partir de {\displaystyle [D]}. É possível expressar {\displaystyle [D][u]=[u][\Omega ]}.
Fazendo {\displaystyle \{x(t)\}=[u]\{q(t)\}}, a equação do movimento do sistema se torna
{\displaystyle [m][u]\{{\ddot {q}}(t)\}+[k][u]\{q(t)\}=\{0\}}
Multiplicando pela inversa de {\displaystyle [D]}
{\displaystyle [u]{\Big (}\{{\ddot {q}}(t)\}+[\Omega ]\{q(t)\}{\Big )}=\{0\}}
Devido ao fato de a matriz {\displaystyle [u]} não ser uma matriz singular, então temos a equação de movimento resume-se a
{\displaystyle \{{\ddot {q}}(t)\}+[\Omega ]\{q(t)\}=\{0\}}

## Estruturas
Em engenharia estrutural, análise modal utiliza toda a massa da estrutura e sua flexibilidade para encontrar vários períodos em que pode naturalmente entrar em ressonância. Esses períodos de vibração são muito importantes de se observar para adequar a engenharia a possíveis terremotos. É necessário que a frequência natural da construção não coincida com a frequência esperada dos terremotos na região considerada. Se a frequência natural de uma estrutura corresponder à frequência de um terremoto, a estrutura pode continuar a ressoar e sofrer danos estruturais. 
A análise modal também é importante em estruturas como pontes, onde o engenheiro deve tentar manter as frequências naturais longe das frequências de pessoas ou veículos passando na ponte. Isso pode não ser possível e, por esse motivo, quando grupos de pessoas caminham por uma ponte, por exemplo, um grupo de soldados, a recomendação é que eles quebrem o passo para evitar possíveis frequências de excitação significativas. Outras frequências de excitação natural podem existir e podem excitar os modos naturais de uma ponte. Engenheiros tendem a aprender com tais exemplos (pelo menos a curto prazo) e pontes suspensas mais modernas levam em conta a influência potencial do vento através da forma do convés, que pode ser projetado em termos aerodinâmicos para puxar o convés contra o suporte da estrutura, em vez de permitir que ela levante. Outras questões de carga aerodinâmica são tratadas minimizando a área da estrutura projetada para o vento que se aproxima e para reduzir as oscilações geradas pelo vento, por exemplo, dos ganchos em pontes suspensas.

## Eletrodinâmica
A ideia básica da análise modal em eletrodinâmica é a mesma presente na mecânica. A aplicação é determinar quais os modos de ondas eletromagnéticas pode suportar ou propagar dentro de sua área delimitada, tais como guia de ondas ou resonadores..

## Reciprocidade
Se, por exemplo, a resposta é medida no ponto B na direção x, para uma excitação no ponto A na direção y, então a função de transferência (grosseiramente Bx / Ay no domínio da frequência) é idêntica àquela que é obtida quando a resposta em Ay  quando excitado em Bx. Isso é Bx / Ay = Ay / Bx. 